# Outaouais
Outaouais è una regione amministrativa del Québec, situata nella sezione meridionale della provincia. Ha una superficie di 30 504 km², e nel 2004 possedeva una popolazione di 338 491 abitanti.

## Suddivisioni
La regione si compone di 4 municipalità regionali di contea e un territorio equivalente.
Municipalità Regionali di Contea
- La Vallée-de-la-Gatineau, con capoluogo la città di Gracefield
- Les Collines-de-l'Outaouais, con capoluogo la città di Chelsea
- Papineau, con capoluogo la città di Papineauville
- Pontiac, con capoluogo la città di Campbell's Bay

Municipalità indipendenti al di fuori delle MRC
- città di Gatineau

Riserve indiane autoctone al di fuori delle MRC
- Riserva Indiana di Lac-Rapide
- Riserva Indiana di Kitigan Zibi